# Ivčenko-Prohres
Ivčenko-Prohres (in ucraino Івченко-Прогрес?) o, in inglese, Ivchenko-Progress (per esteso Zaporizhzhia Machine-Building Design Bureau "Progress" named after Academician O.H. Ivchenko; in ucraino Запорізьке машинобудівне конструкторське бюро «Прогрес» ім. академіка О. Г. Івченка?, Zaporiz'ke mašynobudivne konstruktors'ke bjuro «Prohres» im. akademika O. H. Ivčenka, letteralmente Ufficio di Progettazione di Ingegneria Meccanica di Zaporižžja "Ivčenko-Prohres") è una società pubblica ucraina attiva nella progettazione di motori aeronautici sia civili che militari, i cui prodotti sono impiegati da Antonov, Beriev, Ilyushin, Tupolev, Mil e Yakovlev. Fa  attualmente parte del conglomerato Ukroboronprom.

## Storia
Il 5 maggio 1945 su ordine del Commissario del popolo per l'industria aeronautica Aleksej Ivanovič Šachurin fu creato un ufficio per la progettazione sperimentale di nuovi motori aeronautici di media e bassa potenza nonché per l'ammodernamento dei modelli già sviluppati prevalentemente per l'aviazione civile a Zaporižžja. Il primo capo dell'ufficio OKB-478 fu Oleksandr Heorhijovyč Ivčenko, che in seguito nel 1963 divenne progettista generale.
Nel 1946 fu creato il progetto per il motore M-26GR (poi ribattezzato AI-26), con una potenza di 500 cavalli vapore, destinato agli elicotteri; è stato il primo motore a pistoni raffreddato ad aria progettato specificamente per gli elicotteri. Tra il 1947 e gli anni '70 è stato assemblato su licenza dalla polacca PZL-Świdnik come PZL-3S.